# Polylepis rugulosa
Polylepis rugulosa es una especie de pequeño árbol perteneciente a la familia de las rosáceas. Se encuentra en la Cordillera de los Andes en Sudamérica, en  Argentina, Bolivia, Chile y Perú. Está considerado en peligro de extinción por la pérdida de hábitat.

## Descripción
Este es un pequeño árbol, que alcanza un tamaño máximo de 4 metros de altura. Cuenta con una corteza de color marrón rojizo, con hojas compuestas brillantes. La fruta del árbol y las flores son generalmente imperceptibles, ya que están rodeadas por el follaje del árbol.

## Taxonomía
Polylepis rugulosa fue descrita por Friedrich August Georg Bitter y publicado en Botanische Jahrbücher für Systematik, Pflanzengeschichte und Pflanzengeographie 45: 638, en el año 1911.
Sinonimia
- Polylepis tenuiruga Bitter[3]